# 田川炭鉱
田川炭鉱（たがわたんこう）は、かつて山形県西田川郡温海町（現在の山形県鶴岡市五十川字田川）にあった炭鉱。ラサ工業が経営していた。
下記慰霊碑の前の「田川鉱山坑口跡入口」と案内のある小橋を渡り、林の中を100 mほど進んだところに、坑口跡（五十川坑）がある。周囲にも煉瓦造の遺構が若干ある。また、専用線で使用されたと思われるホッパーが山中に残っている。

## 歴史
- 1894年（明治27年） - 田川炭田として開鉱し、後に深山炭鉱となる。約1年程で閉鉱した。
- 1937年（昭和12年）12月 - ラサ工業が買収。
※最盛期には五十川駅の貨物輸送量が新潟管内第1位を記録した程であった。
- 1938年（昭和13年）6月1日 - 田川鉱業特設電話所設置[1]。
- 1939年（昭和14年）6月1日 - 田川鉱山郵便局開局[2]。
- 1944年（昭和19年） - 約6000人の工夫のうち567人が朝鮮人労働者。
- 1945年（昭和20年）
  - 8月17日 - 終戦の混乱の中、無傷であった田川鉱業所は操業を再開。
  - 12月16日 - 石炭不足対策のため、国鉄が職員挺身隊66名を派遣[3]。
- 1946年（昭和21年）
  - 1月16日 - 国鉄からの派遣隊交替として41名が入山[3]。
  - 2月28日 - 国鉄からの第2次派遣隊が退山[3]。
- 1947年（昭和22年）
  - 9月 - 月産2万2900トン（戦後最高）で、戦中からこの頃までで、県内石炭生産の62％を占めた。
  - 10月30日 - 選炭工場失火により全焼。
  - 12月 - コンプレッサー室が全焼。
- 1948年（昭和23年）11月23日 - 選炭所竣工式挙行[4]
- 1949年（昭和24年）2月10日 - 田川鉱業所、温海鉱業所を分離。
- 1950年（昭和25年）
  - 3月14日 - 温海鉱業所を閉鎖。
  - 12月 - 田川炭鉱（株）設立。（企業合理化のため田川鉱業所を分離）
- 1954年（昭和29年）7月30日 - 田川炭鉱（株）を（株）大阪造船所に譲渡
- 1960年（昭和35年）11月10日 - 閉山。離職者434名。
- 1982年（昭和57年） - 殉職者119名の霊を弔う慰霊碑が建立される。